# Atheta modesta
Atheta modesta är en skalbaggsart som först beskrevs av Melsheimer 1844.  Atheta modesta ingår i släktet Atheta och familjen kortvingar. Inga underarter finns listade i Catalogue of Life.